# 海王满
海王美智留，又名海王滿，是武內直子的著名日本動漫作品《美少女戰士》中的主角之一，保護太陽系免受邪惡力量的侵擾。
海王美智留於動畫系列的第三輯才被介紹出場，她跟其情人天王遙（Sailor Uranus）並肩作戰。她擁有與海洋相關的力量，有預知能力，以及她的魔鏡所賦予的力量。在漫畫及動畫版中，海王美智留都被描繪成優雅、具修養的、能夠尖銳的憤怒，偶爾冷漠，並完全奉獻作為水手服戰士的責任。
其日語配音員是勝生真沙子，Crystal是大原沙耶香。

## 人物角色

90年代動畫中的海王美智留。

儘管海王美智留曾於動畫的第89集裡跟天王遙一同於剪影中出現，作為《美少女戰士S》的預告片段，然後她在第三輯動畫才首次被正式介紹出現。
作風十分高貴優雅，但是面對自身戰士的使命就會萬般嚴肅，甚至嚴厲，為了達成目的不擇手段，必要時連自己、戰友都能犧牲。
在這個系列中，她被描繪成生於富裕家庭的女生，其洋名為Michelle，是個非常有禮及平和的角色。她不喜歡被屈尊俯就地對待，即使不這樣做也會傷害她的感情，並在隨後不會放過那些人。這是都在她的背景故事中提到，解釋她是個令人愉快的人，但她一般來說都不善社交。美智留是家庭裡舉止優雅的大小姐，帶著讓人愉快的的光環，但其內裡有著倔強的性格。她顯然是很聰明的女生，這通常透過藝術和音樂表現出來。對月野兔來說，她就像姐姐般的存在。
當她首次被介紹出場時，美智留跟天王遙及年輕的土萌螢都是無限學園的學生。由於其家裡十分富裕，她跟天王遙一起租住每月100萬的高級公寓，亦擁有一輛稱為「海王丸」的直升機，用以接送她往返校園。在漫畫中，當無限學園被毀後，她跟天王遙便轉校到月野兔等人就讀的十番高中上學。在該輯動畫中，從來沒有提及她們在動畫中到哪裡去，然而她們在《美少女戰士S》中最後一次出現後就被調離了，並在隨後一輯的電視特別篇期間出現，她們被顯示住在日本某地的酒店。
她獲得已知的技能包括小提琴、游泳和繪畫；在她所有的技能中，她的強項有如小提琴手一般，這亦是她最大的夢想。她喜歡她所有的課堂，特別是音樂課，並且屬於校內的音樂學會及游泳學會的成員，她不僅擁有音樂天賦，繪畫技術也高超，堪稱天才藝術家。在漫畫中，她喜歡收集不同的化妝品；在動畫，她喜愛游泳，其泳術水平跟水野亞美不相伯仲，並經常以水作為她放鬆的方式。她最喜歡的食物是刺身，最不喜歡的是銀耳。她也不喜歡海參，原因不明。她最喜歡的顏色是海藍色。
美智留變身後成為外太陽系四大戰士之一的Sailor Neptune，其力量比內太陽系戰士更強，擁有稱為「深海鏡」的武器，其使命是擊退入侵太陽系的敵人及守護月亮王國。她跟其餘三名外太陽系戰士一樣，年齡與外表相當成熟，很懂禮貌，言行舉止穩重而優雅，其深厚的藝術氣息，成為了跟藝術最相關的水手服戰士。月野兔透過觀察曾評論說，美智留是公主的理想榜樣。她在戰鬥中的表現與立場，是十分冷靜和務實的，是一位戰略家，因而有時讓人認為她太冷酷，她太不近人情。她跟Sailor Uranus配合得相當有默契，而且行動一致。海王美智留與天王遙一樣，為了保護公主有著不惜一切的手段，哪怕是弄髒自己的手也不在意的冷酷一面，這個想法的落差導致她們跟內太陽系戰士對立的局面時有發生。
在改編動畫中，美智留為了試探其底細，跟星野光短暫地調情，當時對方是一名男子，美智留請他幫忙解開她解開她連衣裙的拉鍊。在劇集的早期，她聲明其目的是學習星野光的動機是出於恐懼他是對這個星球的威脅。 他們兩人間的調情並不會出現於漫畫中，原因是星野光是個女性，而她的角色相對上是小得多的角色。然而，在《美少女戰士S》的故事線中，美智留似乎對地場衛動心，以對抗天王遙對月野兔的誘惑。雖然她從來沒有在地場衛身上取得任何進展，然而當阿兔見到二人在一起來便表現得十分嫉妒。
在音樂劇裡，美智留獲得出國升學的經驗。美智留與天王遙擁有最親密的關係，系列的作者武內直子表示兩人在漫畫和動畫中，以至是音樂劇都是處於女同性戀的關係。
優雅可說是是海王美智留的代名詞，讓人馬上聯想起她在月色下拉奏小提琴的纖纖倩影。

## 各方面與形式

### 海王星公主
在銀千年的時候，Sailor Neptune是她所屬星球—海王星的公主。她是有責任保護太陽系外緣的人之一。作為海王星的公主，她居於其衛星海衛一的城堡並穿著碧綠色的禮服。她的這種形態出現於原著漫畫的第41集以及補充藝術中。目前尚未清楚當時的她是否跟天王星公主有著浪漫的關係。

### 水手服戰士
有著水手服戰士身分的海王美智留穿著碧綠色與蔚藍色的制服，跟其他戰士不同的是，她的手套只延伸到她的前臂中部，她的碧綠色項鍊上有一個8顆星形狀的寶石。她戴著一對碧綠色的海王星形狀耳環，但這耳環並沒有出現於1992年版本的《美少女戰士》及近期的《美少女戰士Crystal》中。她於系列中獲得特定的稱號，包括：海洋的戰士、深海的戰士、互相擁抱的戰士、理解的戰士。她於變身前後的性格並沒有甚麼不同，儘管她在平常的時候不能使用某些異能和力量。美智留就如她的情人阿遙一樣，在她平常的狀態下具有一些預知能力。她能夠預言性地預料到誰人可能會是下一個死亡毀滅者的目標。
Sailor Neptune可使用以海洋為基礎的攻擊（不僅是水，而是以深海的水压），並帶著外太陽系戰士的三個護身符之一；Sailor Neptune擁有總能揭示真相的「深海之鏡」。她採用黑白方式來演譯其戰士的角色，並跟幾乎總是在她身邊的Sailor Uranus分享。隨著她變得更強大，Sailor Neptune獲得額外獨有的特殊能力，並在關鍵時在她的制服上的變化來反映這一點。第一個變化發生於漫畫版的第39集裡，當她獲得海王星水晶時，她的裝備變得類似於超級Sailor Moon，然而此時的她並沒有獲得新的稱號。類似的事件也發生於動畫的第167集中，她並被命名為超級Sailor Neptune。第三種改變僅出現於漫畫的第42集中，她也沒有被命名新的稱號，但類似於永恆Sailor Moon（有翅膀那種）。

## 特別技能與力量
即使是在平時，海王美智留也有一些預知天賦，當她在工作時有邪惡力量的存在時，她偶爾會說「大海是波濤洶湧的」。她在變身前並沒有任何其他形式的特殊能力，她必須首先把她的手或特殊裝置拋到空中並叫喊出一個特殊的短語以變身成為水手服戰士，最初是「海王星行星力量，變身！」。在漫畫中，她最終獲得海王星水晶，她的變身咒語改為「海王星水晶力量，變身！」。在動畫中，雖然她「升級」到超級Sailor Neptune，但在《美少女戰士Crystal》中從未提及過，她升級後的變身過程從未於螢幕上顯示出來。
Sailor Neptune的力量受到羅馬神話的啟發，而涅普頓（Neptune）就是海洋之神。她能夠從「深海」中汲取水压能量並將其衝擊她的敵人。她在這個系列中有三種重要的攻擊，每一種攻擊在漫畫中都被賦予日本漢字以對日本讀者表達意思。例如：她的首個攻擊—深海寒波，它被給予日本漢字的精確翻譯為「深水沒」，“水沒”可以理解為“水淹”或“水漫”的意思。這就是Sailor Neptune於動畫的主要攻擊。
漫畫中，美智留擁有一塊特殊的鏡子稱為「深海之鏡」以替她的預知能力作出補充。後來這證明就是外太陽系戰士的三個護身符之一，其餘兩個由天王遙及冥王雪奈擁有。在動畫中，直到她被揭露為護身符的擁有者之一，她才獲得「深海之鏡」；無論是哪種情況下，它被用於她的第二種攻擊—「深海鏡射」。在漫畫及動畫中，她都可以利用它來發動極其強大和毀滅性的攻擊。在動畫中，美智留可以透過它來消除幻象，就如美少女戰士SuperS劇場版所示。在漫畫中，她更可用作靈魂投射，並在她跟其他外太陽系戰士離開時，將它交給豆釘兔。豆釘兔透過叫喊它的名稱來喚起深海之鏡的力量，並能夠傳送到Sailor Neptune的位置。
美智留的小提琴，是價值約500萬美元的斯特拉迪瓦里琴，是以「海神廟」命名的海洋大教堂（Marine Cathédrale）。除了於音樂會用作演奏之外，她利用它作為她的第三種，也是最後一種的攻擊，就像樂器本身一樣，它也有一個以法語為靈感的名稱：「深海提琴潮流」。這第三種攻擊僅用於漫畫當中，並且從未於動畫中出現過。此攻擊也被邪惡的Sailor Neptune於第50集裡使用，並重新命名為「嘉拉西亞提琴潮流」。海王星水晶也許是她最重要的財產，因為它是其水手服戰士水晶及其所有力量源泉，這於《美少女戰士Sailor Stars》中變得尤為重要。它是由土萌螢交給她的。

### 變身力量
- 海王星行星力量，變身！（Neptune Planet Power, Make Up!）
- 海王星水晶力量，變身！（Neptune Crystal Power, Make Up!）

### 必殺技

#### 動畫版
| 90年代動畫版 | 90年代動畫版 | 90年代動畫版          | 90年代動畫版          | 90年代動畫版                    | 90年代動畫版   | 90年代動畫版         | 90年代動畫版 |
| 初次出現回數 | 日文原版     | 英語                  | 台灣翻譯 (MOMO親子台) | 台灣翻譯 (華視)                 | 香港翻譯 (TVB) | 香港翻譯(VHS/LD/VCD) |              |
| --- | ------------ | --------------------- | --------------------- | ------------------------------- | -------------- | -------------------- | ------------ |
| 90 / 92 |              | Deep Submerge         | 深海狂潮              | 海王氾濫光束 深海潛水魔球 (VCD) | 深海寒波       | 深海水雷波           |              |
| 一道巨浪拍打在海面上，Sailor Neptune高舉着雙手，将腳下漩渦飛出的一條條帶狀海水給完全集中在双手上，身體旋轉一周後將其壓縮成一個行星狀的巨大水球，隨後她以右掌把水球對着敵人方向推出去進行攻擊。沉重的水球在能量液體的推動下極速前進，受到攻擊的敵人會淹没在水球中，受深海水壓的重創變成波浪形状直到完全溶解。 |              |                       |                       |                                 |                |                      |              |
| SS剧场版 / 169 |              | Submarine Reflection  | 深海鏡射              | 海王神鏡，照妖除魔 海底反射光束 | 深海鏡射       | 潛航反照             |              |
| 利用深海之鏡對著敵人放射出一道轉動地炫目藍綠色閃光把敵人擊破。在SS劇場版則利用深海之鏡對着敵人照射，從鏡面發射出一道星光閃耀的異次元光波穿過敵人，使敵人的弱點瞬間暴露。 |              |                       |                       |                                 |                |                      |              |
| Crystal（新版動畫） |              |                       |                       |                                 |                |                      |              |
| 初次出現回數 | 日文原版     | 英語                  | 台灣翻译 (台視HD)     | 香港翻譯 (ViuTV)                |                |                      |              |
| 29 |              | Deep Submerge         | 深海狂潮              | 深海寒波                        |                |                      |              |
| 海王星的符號一個回旋，飛射出一個碧綠色的水球向目標進行撞擊。 |              |                       |                       |                                 |                |                      |              |
| 34 |              | Submarine Reflection  | 深海鏡射              | 深海鏡射                        |                |                      |              |
| 利用深海之鏡照射敵人後，從深海之鏡前形成的光球噴射出一道海水光束擊破敵人的幻影。 |              |                       |                       |                                 |                |                      |              |
| Cosmos 動畫版 |              |                       |                       |                                 |                |                      |              |
| |              | Submarine Violon Tide |                       |                                 |                |                      |              |
| 先有兩條伴隨著小提琴音樂及附有音符的發光五線譜帶出，再拉奏起小提琴，然後將發光五線譜完全集中在小提琴上發射出一個行星狀的水球，以高速的姿態衝向敵人。水球在衝刺過程中亦伴隨著附有音符的五線譜。 |              |                       |                       |                                 |                |                      |              |
| |              | Galactica Violon Tide |                       |                                 |                |                      |              |
| 拉奏起小提琴，背景響起類似警報的聲音，再從小提琴譜出一個行星狀的水球，以高速的姿態衝向Sailor Moon，最後被Sailor Moon的防護罩給彈飛，擊落了城堡上的一根柱子。威力比起深海提琴潮流更具破壞力。 |              |                       |                       |                                 |                |                      |              |

#### 漫畫版
| 日文原版 | 英語                  | 中文             |
| -------- | --------------------- | ---------------- |
|          | Deep Submerge         | 深水沒           |
|          | Submarine Reflection  | 深海鏡射         |
|          | Submarine Violon Tide | 深海提琴潮流     |
|          | Galactica Violon Tide | 銀河之影提琴潮流 |

## 發展
Sailor Neptune的角色於《美少女戰士》的中段，在水手服戰士團隊建立後才得以發展。她是與Sailor Uranus合作建立，作為一對「個性相反但作為互補」的人物，並從一開始就意味著跟Sailor Pluto一起工作。該系列的創作人武內直子表示，她對動畫系列中美智留的個性轉變感到驚訝，但她很高興粉絲們仍然喜歡這個角色。
Sailor Neptune的視覺設計旨在喚起她所屬元素的圖像，從顏色的選擇以至她波浪型頭髮的質感，武內直子甚至開玩笑說這可能被認為是海藻頭髮。在街頭服裝中，美智留應該是個「藝術家類型」並相應地穿著；事實上，最初的繪畫草圖是極為優雅和「像個成年人」，因為她本來打算跟阿遙一起參與全女班的《寶塚歌劇團》。雖然這並不包括在系列本身，但武內直子在接受採訪時表示，她認為寶塚是「最高水平的女性解放」，因此這是她對阿遙角色的靈感，並且阿遙似乎很自然地愛上了另一個女人（美智留）。

## 聲演及演出
在日語版本的《美少女戰士》動畫及電影中，海王美智留是由勝生真沙子聲演。在《美少女戰士Crystal》的第三季動畫中，她是由大原沙耶香聲演。
在美少女戰士舞台音樂劇中，海王美智留由9位女演員飾演，分別為：坂本薫（Kahoru Sakamoto）、富田千景（Chikage Tomita）、藤みゆ稀（Miyuki Fuji）、田原裕子（Hiroko Tahara）、島田沙羅（Sara Shimada）、朝見優香（Yuuka Asami）、藺波知子（Tomoko Inami）、大山貴世（Takayo Ooyama）及 藤岡沙也香（Sayaka Fujioka）。最長時間飾演這個角色的女演員朝見優香，當她在參演該音樂劇時對《美少女戰士》的東西一無所知，但當她閱過漫畫及看過動畫後，她卻非常欣賞美智留的角色。飾演其同伴天王遙角色的高木名音，她指某些場景是專門為他們倆人創造的.。
海王美智留並沒有出現於真人版電視劇中。

## 評價
《美少女戰士》的官方角色人氣民意調查把海王美智留與Sailor Neptune分作兩個獨立的個體作為投選人物。1994年，讀者從51個選擇中，眾人投選Sailor Neptune為最受歡迎角色的第7位，而海王美智留位列第9位，兩者相距接近8,000票。在1996年初，從51個選擇當中，讀者投選美智留為最受歡迎角色的第16位，而Sailor Neptune則位列第22位。
以天王遙及海王美智留為題的同人小說是互聯網上搜索最多的同人小說其中之一，而Yuricon動漫大會的埃里卡·弗里德曼（Erica Friedman）形容天王遙及海王美智留為「有史以來Yuricon中最浪漫和最好笑的有趣Yuri情侶之一」。

### 審查制度
有鑑於社交習俗，為了避免一部針對年幼觀眾的動畫中的女同性戀角色的爭議，天王遙及海王美智留的關係於某些國家受到審查。在北美，從之前的配音中指出天王遙與海王美智留是「表親」的關係；甚至偶爾透過不應該知道這些信息的人物來說明這一點。然而，無論是為了更忠於日本的原著，或是因為未能一致地編輯，從前英語配音的幾集裏保留了大量她們之間的隨意調情。由於審查制度及有問題的配音，一些觀眾不僅推斷出兩個女孩之間的同性戀關係，而且還推斷她們之間存在一種亂倫的關係。甚至還有人暗示過，天王遙及海王美智留關係於配音上的困難，是早期系列的配音與《美少女戰士S》之間存在相隔幾年間差距的部分原因。在日本，圍繞這兩個角色也存在著一些爭議。